# Biz Stone

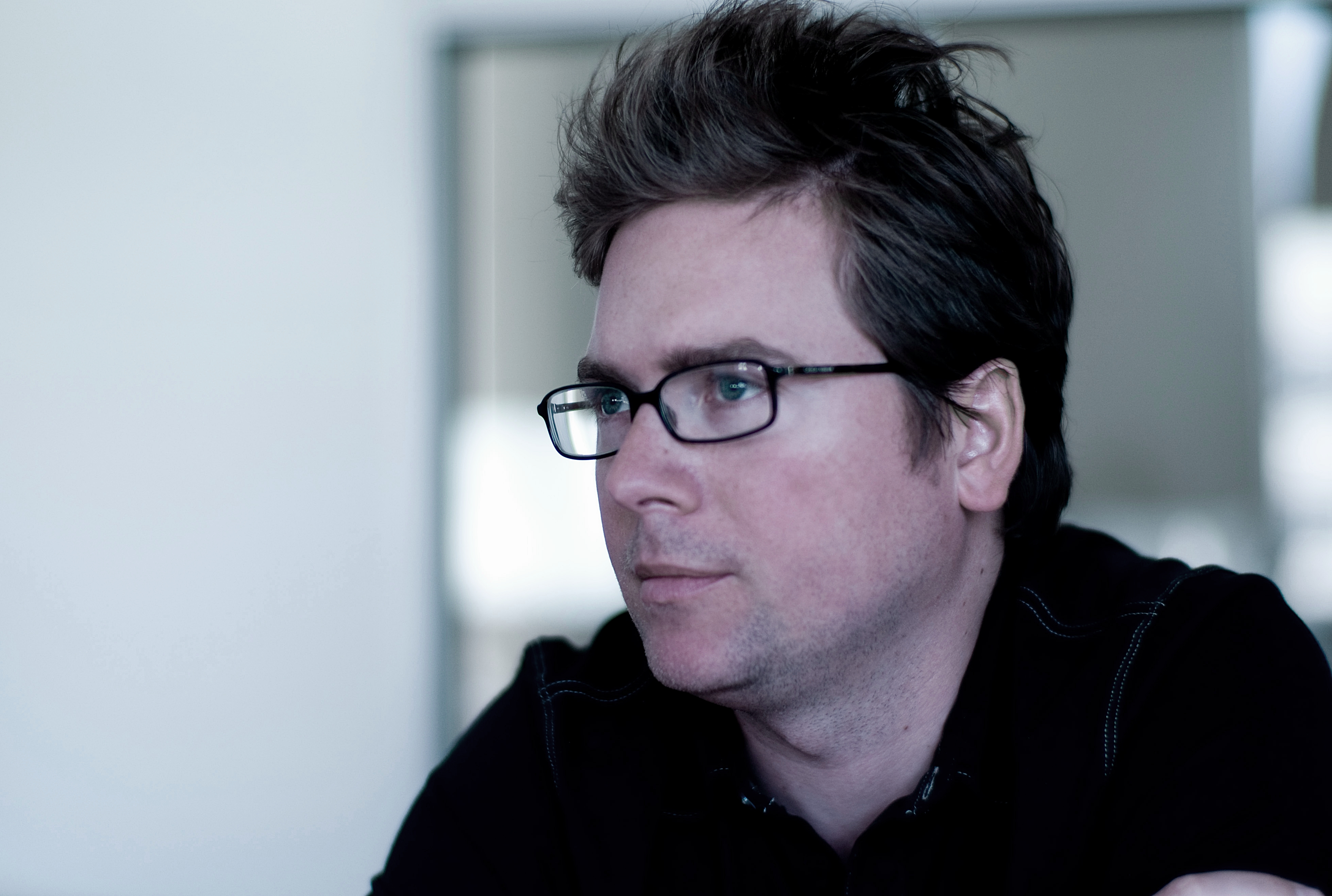
Biz Stone am 23. Juli 2008

Christopher Isaac „Biz“ Stone (* 10. März 1974) ist ein US-amerikanischer Unternehmer. Bekanntheit erlangte er als Mitgründer von Twitter.

## Karriere
Nach seinem Schulabschluss arbeitete Stone in den 1990er Jahren als Designer. Er brach zwei Mal den Hochschulbesuch ab und hat keinen Abschluss erlangt. 1998 gründeten einige seiner Freunde die Internetplattform Xanga und holten Stone als Creative Director mit an Bord. In dieser Funktion arbeitete er von 1999 bis 2001. Stone kündigte, da ihm die Firmenkultur und der Arbeitsplatz in New York nicht zusagten. Anschließend baute er als Blogger Bekanntheit im Web auf, schloss einen Buchvertrag ab und wurde von Blogger.com angestellt.
Gemeinsam mit dem Co-Gründer von Blogger.com, Evan Williams, verließ er das Unternehmen 2005 und gründete das Podcasting-Startup Odeo. Im Zuge von strategischen Überlegungen kreierte Odeo ein Forschungsprojekt zur internen Kommunikation, das kurz darauf zum Produkt Twitter wurde. Der Prototyp wurde in angeblich nur zwei Wochen entwickelt, bevor der Mikroblogging-Dienst im März 2006 der Öffentlichkeit vorgestellt wurde. Das Patent für die geräteunabhängige Punkt-zu-Mehrpunkt-Kommunikation wird von Stone und Jack Dorsey gehalten.
2011 verließ er Twitter und wurde in den folgenden Jahren als Investor tätig. Als Business Angel unterstützte er Unternehmen wie Nest Labs, Pinterest oder Medium. 2014 gründete er das Internetsuche-Startup Jelly, das 2017 an Pinterest verkauft wurde. Er sitzt zudem im Aufsichtsrat mehrerer Unternehmen.
Biz Stone lebt in Berkeley, Kalifornien, einer für die Entwicklung von Social-Media-Anwendungen bekannten Stadt der USA. Biz Stone lebt vegan und setzt sich für Tierschutz, Umweltschutz, für Gesundheit, Bildung und gegen Armut ein.

## Veröffentlichungen
- Blogging: Genius Strategies for Instant Web Content (New Riders, 2002)
- Who Let The Blogs Out? (St Martins, 2004).

## Auszeichnungen
- ICFJ News Innovation Award (2010)[11]
- Economist Innovation Award (2014)